# ワシントン・ダレス国際空港
ワシントン・ダレス国際空港（ワシントン・ダレスこくさいくうこう、Washington Dulles International Airport）は、アメリカ合衆国バージニア州にある国際空港。首都ワシントンD.C.の国際線の玄関口である。ホワイトハウスの42Km西に立地している。ドワイト・D・アイゼンハワー政権下で国務長官を務めたジョン・フォスター・ダレスにちなんで命名された。

## 歴史
第二次世界大戦後、民間の航空需要が増加し、ワシントン・ナショナル空港だけでは不十分と判断された。1950年、ワシントン空港法が制定され、連邦政府による首都圏第二空港の建設が認可された。ドワイト・D・アイゼンハワー大統領によって1958年に現在の土地が選定された。
1962年11月17日、ジョン・F・ケネディ大統領によって開港宣言された。当時の正式名称は「ダレス国際空港」だった。1984年には「ワシントン・ダレス国際空港」に改称された。2024年4月には「ドナルド・J・トランプ国際空港」に改名する法案が共和党所属の下院議員7名によって提出されているが、可決される見込みはない。
日本から初めての直行便が成田国際空港から就航したのは、全日本空輸（ANA）が本格的な国際線進出をした1986年（昭和61年）7月26日 のことで、これは当時のANA国際線としては超長距離便であり、かつ日米両国の首都同士を結ぶ初の路線でもあることから、同社栄光の1・2便が付けられている。なお、2020年3月29日以降、同フライトの東京側の発着空港を成田から羽田へ変更したことに伴い、便名も101便・102便に変更された。
2012年6月1日、ルフトハンザドイツ航空により世界で初めてボーイング747-8iが就航した（出発地はフランクフルト）。

## ターミナル

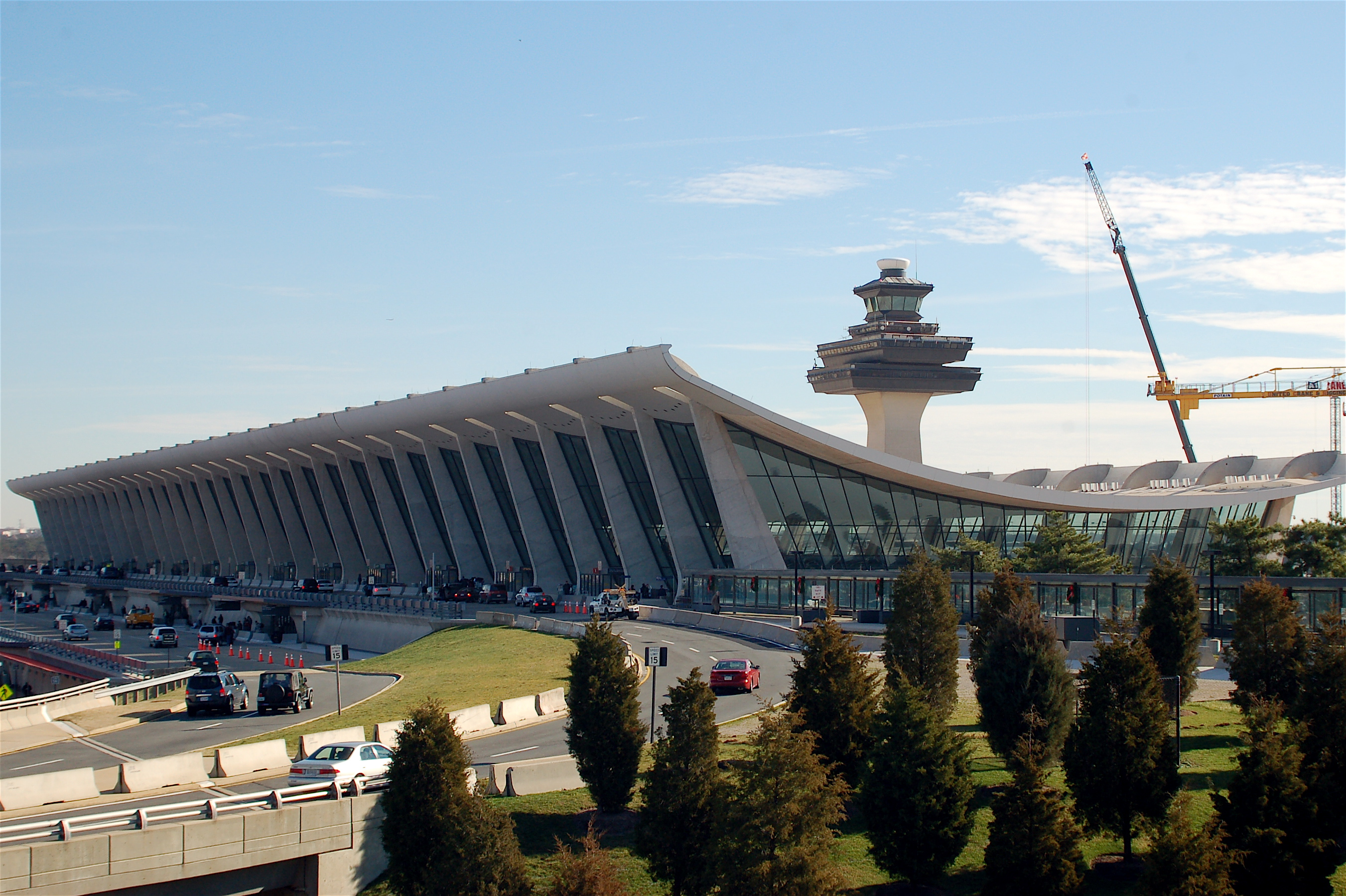
メイン・ターミナル（外観）

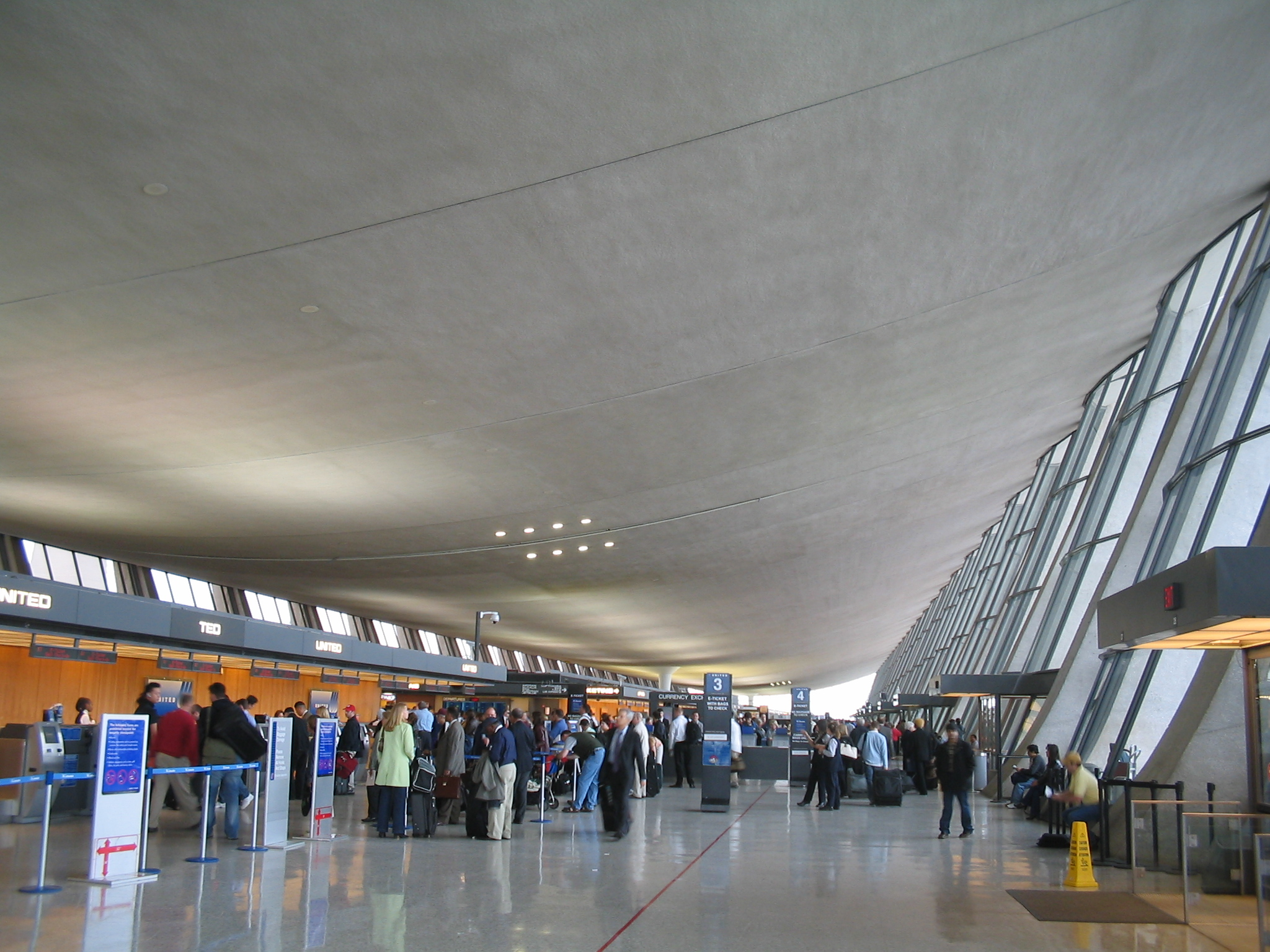
メイン・ターミナル（内部）

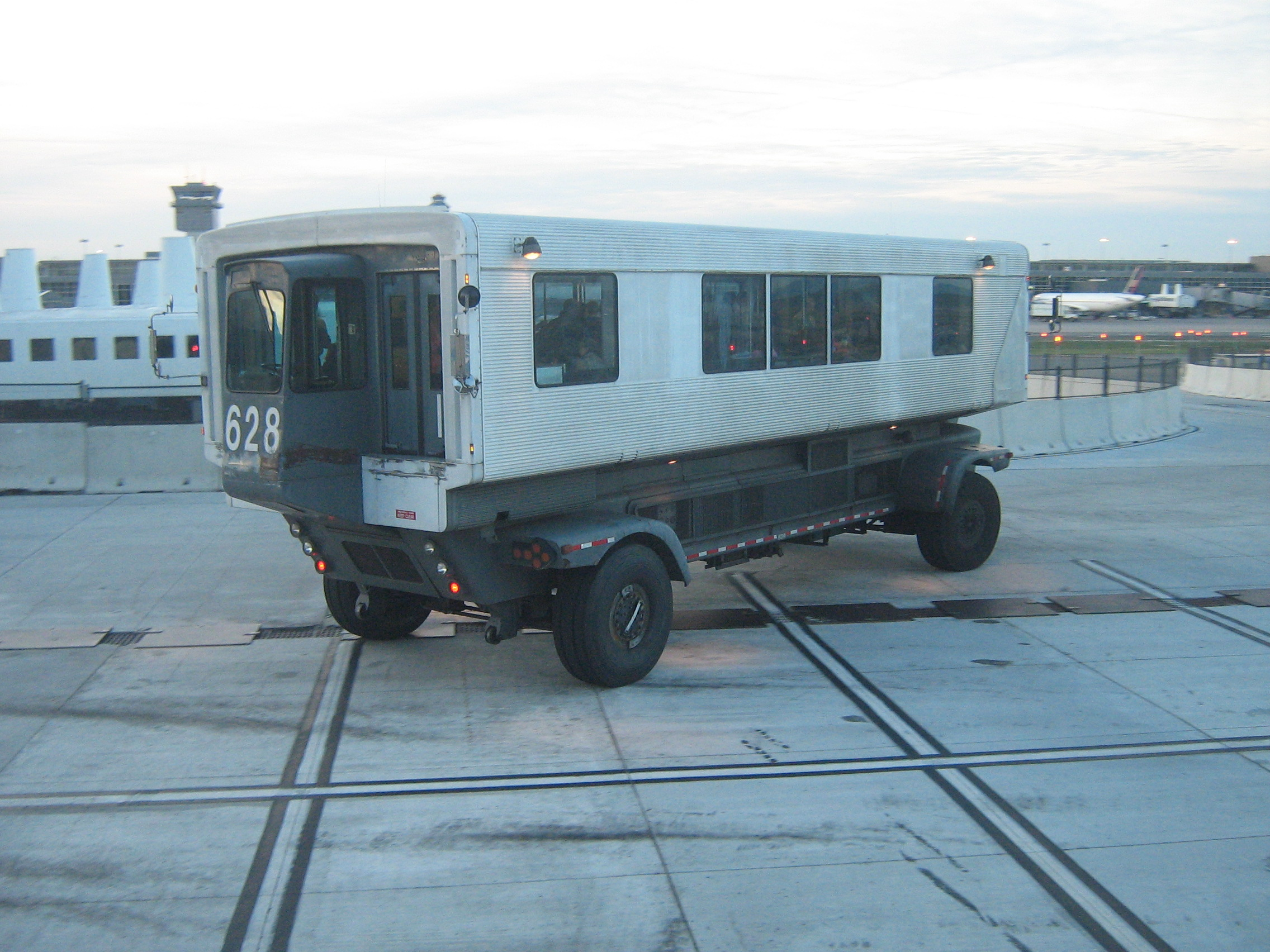
飛行機とターミナル間を結ぶモービルラウンジ

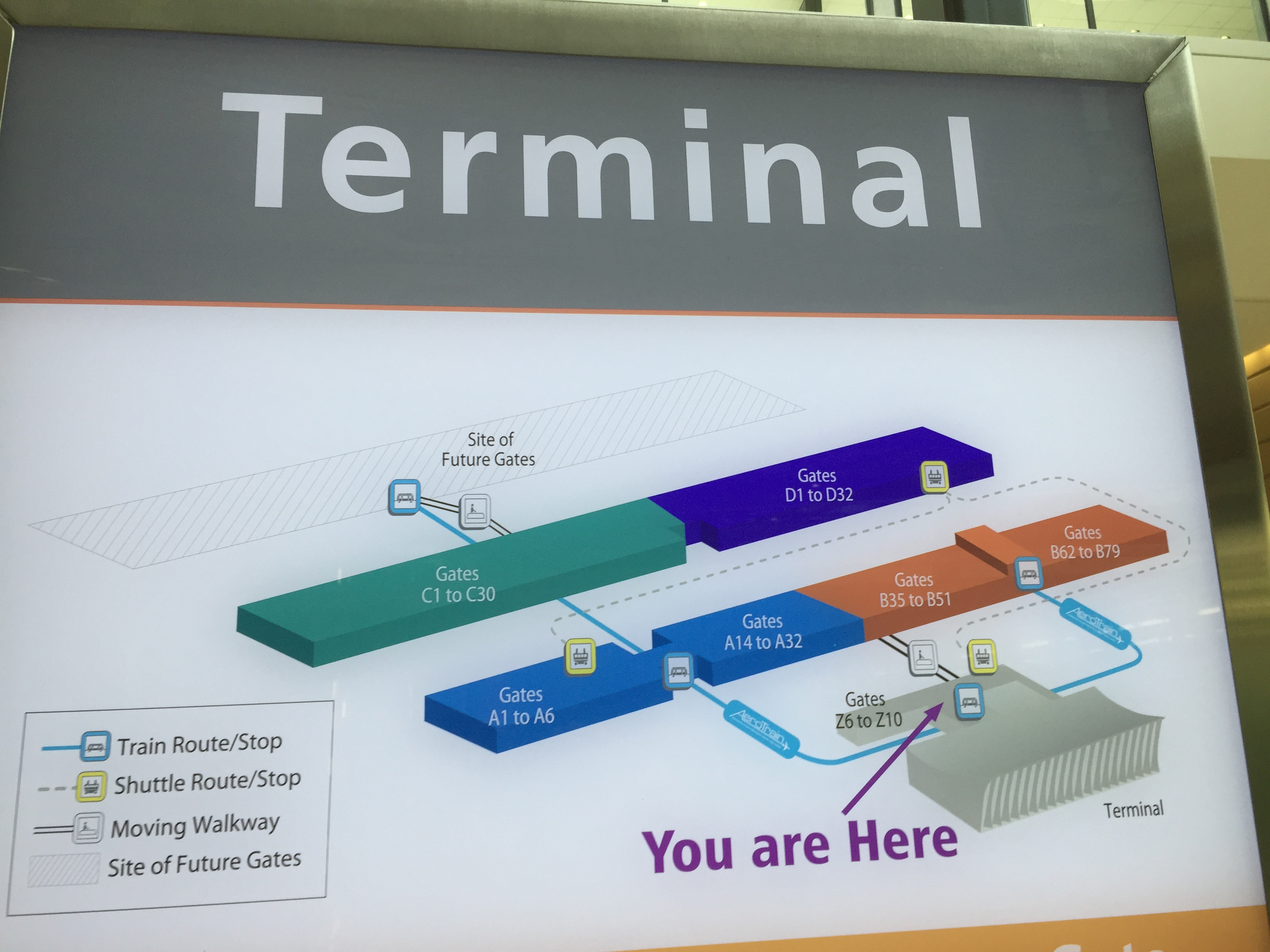
ターミナル案内図

メインターミナルと2棟のサテライトターミナルで構成される。3棟は平行に配置されている。全体で139の搭乗口を備えている。
メインターミナルは1962年の開港に合わせて完成した。吊り下げ構造の屋根によって実現した優雅な曲線美と広大な無柱空間が特徴の建物である。設計はエーロ・サーリネン。サーリネンはターミナルと飛行機の間の旅客輸送にモービルラウンジというユニークな提案をし、クライスラーとバッドが共同で車両を開発した。運転席は前後にあり車高を下げて走行する。搭乗口にしか接続できないタイプもある。約50台が運用されているが、輸送力が低いため現在ではターミナルの一部でのみ使用されている。
2棟のサテライトはコンコースA/B、コンコースC/Dと呼ばれている。C/Dの方が古く1983年に完成した。メインターミナルとは2004年に地下道、2010年にエアロトレインで結ばれた。Dにはエアロトレインの駅がないため上記のモバイル・ラウンジが使用されている（2021年の時点）。

## 利用実績
2019年の旅客数は2481万人でアメリカの空港では25番目だった。ユナイテッド航空の利用者が約6割を占めた。

## 主な航空会社
- ユナイテッド航空
  - ユナイテッド・エクスプレス
- デルタ航空
  - デルタ・コネクション
- アメリカン航空
  - アメリカン・イーグル
- サウスウエスト航空
- アラスカ航空
- フロンティア航空
- アレジアント航空
- エア・カナダexpress
- ポーター航空
- ヴァージン・アトランティック航空
- ブリティッシュ・エアウェイズ
- KLMオランダ航空
- エールフランス
- ルフトハンザドイツ航空
- ブリュッセル航空
- エアリンガス
- アイスランド航空
- イベリア航空
- TAPポルトガル航空
- スカンジナビア航空
- オーストリア航空
- ターキッシュ・エアラインズ
- アエロフロート
- アビアンカ航空
- コパ航空
- アビアンカ・エルサルバドル
- エジプト航空
- エチオピア航空
- ロイヤル・エア・モロッコ
- サウジアラビア航空
- エミレーツ航空
- エティハド航空
- カタール航空
- エア・インディア
- 中国国際航空
- 大韓航空
- 全日本空輸

## アクセス

### 地下鉄
2022年11月にワシントンメトロシルバーラインが延伸し、Washington Dulles International Airport駅が開業した。これまでのバス接続は解消され、ワシントンDC中心部まで乗り換えなしでアクセスできるようになった。ただ駅は旅客ターミナルビルから駐車場を隔てた所にある。

### 路線バス
レストン行き、シャーロッツビル行き、ブラックスバーグ行きなどの路線バスがある。

### 自動車道
ワシントンD.Cの市街地方向にはバージニア州道267号線（Virginia State Route 267、ダラス・アクセス・ロード及びダラス・グリーンウェイ）が通じており、州間高速道路66号線（Interstate 66）に接続する。また、南北方向にはバージニア州道28号線（Virginia State Route 28）が延びる。